# Madeleine Emma Joye-Thévoz
Madeleine Emma Joye-Thévoz (* 17. August 1906; † 23. Juli 1989 in Freiburg) gilt als Vorkämpferin des Frauenstimmrechts im Kanton Freiburg.

## Leben
Madeleine Emma Joye-Thévoz (geb. Thévoz) wurde 1906 als eines von sieben Geschwistern in Freiburg geboren. Ihre Mutter war Dichterin und Hausfrau, der Vater Kantonsbeamter und Mitglied der katholisch-konservativen Partei. Politik war ein wichtiges Thema in der Familie. Auf den Wunsch der Eltern erlangte sie mit 16 Jahren das Diplom als Primarlehrerin und finanzierte mit ihrem Lohn die Ausbildung ihrer Brüder mit. Parallel studierte Joye-Thévoz an der Universität Freiburg Französisch, Latein und Pädagogik und erlangte 1931 das Lizenziat. Danach setzte sie ihre Lehrtätigkeit am Freiburger Kollegium Heilig Kreuz fort. 1940 heiratete sie Philippe Jules Joye, einen Verwaltungsmitarbeiter im Bereich Fotochemie und gebar 1941 die Zwillinge Philippe und Charles. Charles wurde im Spital irrtümlicherweise mit einem anderen Säugling vertauscht. Die Verwechslung wurde erst sechs Jahre später von der Familie aufgedeckt. Das traumatische Erlebnis verarbeitete Joye-Thévoz in ihrem 1952 erschienenen Buch Il n'était pas mon fils. Darüber hinaus bildete sie sich in audiovisuellen Sprachlehrmethoden weiter. Joye-Thévoz war passionierte Skifahrerin und verstarb 1989 im Alter von 83 Jahren in Fribourg.

## Politisches Wirken
Politisch gehörte Joye-Thévoz zur katholischen bürgerlichen Mitte. Als 18-Jährige besuchte Joye-Thévoz diverse Kurse der Schweizer Frauenrechtsbewegung. Ihre Schülerinnen unterrichtete sie in Staatsbürgerkunde und feministischer Literatur und übte mit ihnen das Argumentieren. Zusammen mit anderen Pionierinnen der Frauenbewegung gründete sie 1947 den Freiburger Verband für das Frauenstimmrecht (Association féministe fribourgeoise ASFF), den sie 1952 bis 1967 präsidierte. Dieser stellte eine Sektion des Schweizerischen Verbands für Frauenstimmrecht (SVF) dar, bei dem sie 1962–1967 Vorstandsmitglied war. Im Vorfeld der nationalen Volksabstimmung zum Frauenstimmrecht von 1959 verpflichtete Joye-Thévoz dank ihrer Lobbyarbeit den Staatsrat erstmals zu einer Stellungnahme. Im Abstimmungskampf argumentierte sie mit der Rechtsgleichheit von Mann und Frau. So meinte sie 1958 als Präsidentin des Freiburger Verband für das Frauenstimmrecht in einer an die Mitglieder gehaltenen Rede vor der Abstimmung über das Frauenstimmrecht in eidgenössischen Angelegenheiten: «Nous attendons que les électeurs: nos maris, nos frères, nos fils, nous accordent enfin et de bonne grâce, la possibilité de devenir des citoyennes… autrement dit, des adultes» (de: "Wir warten darauf, dass die Wähler – unsere Ehemänner, Brüder und Söhne – uns endlich und bereitwillig die Möglichkeit geben, Bürgerinnen, d. h. erwachsen zu werden"). Die Vorlage zum Frauenstimmrecht wurde 1959 jedoch durch die Freiburger Stimmbürger abgelehnt. Joye-Thévoz kämpfte als Mitglied im Staatsbürgerlichen Verband katholischer Schweizerinnen weiter für die politischen Rechte der Frauen. 2021 wurde sie anlässlich des 50-Jahre-Jubiläum der Einführung des Frauenstimmrechts zusammen mit anderen Vorkämpferinnen und Vertreterinnen gewürdigt.

## Weitere Engagements
Joye-Thévoz war nebst ihrem politischen Engagement für die Einführung des Frauenstimmrechts auch Mitglied der Kantonalen Vereinigung der Primar- und Sekundarlehrerschaft sowie des Freiburger Kino-Klubs. Sie engagierte sich im Bereich des Konsumentenschutzes, war im Vorstand der regionalen Migros-Genossenschaft und in der Freiburger Wirtschaftsförderung.

## Publikationen
- Madeleine Emma Joye-Thévoz: Il n’était pas mon fils, 1952.[1] In diesem Werk verarbeitete Joye-Thévoz die traumatische Erfahrung über ihren Sohn Charles, der im Spital nach der Geburt irrtümlicherweise mit einem anderen Säugling vertauscht wurde. Erst 6 Jahre später wurde der Irrtum aufgedeckt.